# نحن لسنا وحدنا (رواية)
نحن لسنا وحدنا (بالإنجليزية: We Are Not Alone)‏ هي رواية كتبها جيمس هيلتون، نشرت لأول مرة في عام 1937. إنه أحد أعماله الأكثر كآبة، حيث يصور النتائج المأساوية للهستيريا المعادية للأجانب في إنجلترا قبل الحرب العالمية الأولى.  تم مقارنته مع وداعا مستر شيبس تصويره للحياة في بلدة صغيرة من خلال عيون بطل الرواية كل رجل [الإنجليزية]. 

## ملخص الحبكة
الدكتور نيوميك هو طبيب محبوب في بلدة إنجليزية صغيرة. إن فشل وإحباطه من علاقته بزوجته وابنه أدت به إلى تطوير علاقة غرامية مع راقصة ألمانية،  ليني، التي تتولى الأسرة كمدبرة بيت. عندما تُقتل جيسيكا زوجة نيوميو في ظروف مريبة، يقع كل من الدكتور نيومك وليني تحت طائلة الشك.على الرغم من وجود أدلة ظرفية فإن تحامل البلدة ضد ليني كألمانية دفعهم إلى إدانتها ود. نيوميك.  

## الاقتباسات
تم بث اقتباس إذاعي مدته ساعة واحدة لجيمس هيلتون وباربرا بورنهام في برنامج بي بي سي الوطني [الإنجليزية] في 6 أبريل 1938، مع الممثلين إملين وليامز كطبيب وإدغار نورفولك [الإنجليزية] وجوردون مكلويد [الإنجليزية]ونان ماريوت-واتسون [الإنجليزية] .
تم تحويله إلى فيلم يحمل نفس العنوان، مع كتابة المؤلف للسيناريو في عام 1939.   